# Hagyományos japán zene
A hagyományos japán zene alatt Japán népzenéjét értjük.

## A hagyományos japán zene típusai
Három fajta hagyományos zene van Japánban: hangszeres, színházi és udvari zene.

### Kabuki
A kabuki (歌舞伎) a japán színház egyik típusa. A kabuki zenéje három részre osztható:
- Gidajubusi – nagyjából azonos a dzsórurival
- Simoza ongaku – a kuromiszuban (a színpad mellett található helyiség) játszott zene
- Debajashi – háttérzene a színpadon, degatari néven is ismert

### Nó
A nó (能) vagy nógaku (能楽) egy másik fajta színházi zene. A hajasi-katák (囃子方) által játszott zene. A zenében hallható hangszerek a taiko (太鼓), ócuzumi (大鼓), kocuzumi (小鼓), és a fue (笛).

### Gagaku
A gagaku (雅楽) udvari zene és a legrégebbi hagyományos zenének számít a japán kultúrában. Dalok, táncok és különféle ázsiai zenék keverékét foglalja magába. Két stílusa van: hangszeres vagyis kigaku (器楽), valamint vokál vagyis seigaku (声楽).
- Hangszeres
  - Kangen (管弦) – valójában a kínai zene egyik típusa
  - Bugaku (舞楽) – a Tang-dinasztia és Balhae[1] hatott rá
- Vokál
  - Kumeuta (久米歌)
  - Kagurauta (神楽歌)
  - Azumaaszobi (東遊び)
  - Szaibara (催馬楽)
  - Róei (朗詠)

### Sómjó
A sómjó (声明) egy buddhista ének típus, mely a szútrák dallamaként szolgál. Indiából származik, Japánban a Nara- korban terjedt el. A capella adja elő egy vagy több buddhista szerzetes.

### Dzsóruri
A dzsóruri (浄瑠璃) egyfajta mesélő zene, amit samiszennel szoktak előadni. Négy fő stílusa van. Ezek évszázados hagyományokhoz vezethetők vissza, amik a mai napig megmaradtak.
- Gidajubusi (義太夫節) - Az Edo-korban Gidaju Takemoto (竹本義太夫) Oszakában kezdte el játszani a bunraku (bábjáték) zenéjeként.
- Tokivazubusi (常磐津節) - Az Edo-korban Modzsidaju Tokivazu (常磐津文字太夫) Edóban kezdte el játszani a kabuki táncok (soszagoto) zenéjeként.
- Kijomotobusi (清元節) - A késő Edo-korban Endzsudaju Kijomoto (清元延寿太夫) Edoban kezdte el játszani kabuki táncok zenéjeként. Először Tomimotobusi stílusban adott elő, de később Kijomotobusira váltott, ami egy könnyed stílusú zene.
- Sinnaibusi (新内節) - Az Edo-korban Sinnai Curuga (鶴賀新内) kezdte el játszani a kabukihoz ezt a tipikusan élettel teli és ütemes zenét.

Továbbá van még négy stílusa, amik már nagyjából kihaltak a kultúrából. A régi stílusok közé tartozik a katóbusi, iccsúbusi és a mijazonobusi. A régi zenéket kokjokunak (古曲) nevezik. Ide sorolják ezt a három stílus is, valamint az ogiebusit (荻江節), ami inkább a nagauta típushoz tartozik.
- Katóbusi (河東節) – Az Edo-korban, kb. 1717-ben Kató Maszumi (十寸見河東) (1684–1725) kezdte el játszani az eredeti stílust.
- Iccsúbusi vagy Itcsubusi (一中節) – Az Edo-korban Iccsú Mijako (都一中) vagy Iccsú Mijakodajú (都太夫一中) (1650–1724) kezdte el játszani ezt a stílust.
- Mijazonobusi (宮薗節) vagy Szonohacsibusi (薗八節) – Az Edo-korban Szonohacsi Mijakodzsi (宮古路薗八) Kiotóban kezdte el játszani ezt a szerény, egyszerű stílust.
- Tomimotobusi (富本節) – Az Edo-korban Buzennodzsó Tomimoto (富本豊前掾) (1716–1764) kezdte el játszani ezt a stílust. Először Tokivazubusi stílusban játszott.

### Nagauta
A nagauta (長唄) samiszennel játszott zene. Három stílusa van: egy a kabuki táncokhoz, egy a kabuki párbeszédekhez és egy, ami nem a kabukihoz kapcsolódik.
Az ogiebusi (荻江節) hasonló a nagautához, eredetileg a része volt. Az Edo-korban I. Rojú Ogie (?-1787) (荻江露友) kezdte el játszani, aki először nagauta stílusban játszott, majd 1767-ben híres lett az ogiebusival. Kicsidzsi Fudzsitanak (富士田吉治) hívták vetélytársát, aki nagauta énekes volt Edo-ban. I. Rojú Ogienek gyönyörű hangja volt, de kicsi hangereje. Azonban a színházakban el kellett jutnia a hangnak a nézőkhöz. Ezért Ogie abbahagyta az éneklést, de egy másik elmélet szerint ennek az volt az oka, hogy vesztett vetélytársa ellen. Josivarában kezdett el játszani, ugyanis az ilyen zene leginkább ott volt jellemző. II. Rojú Ogie és III. Rojú Ogie ismeretlen személyek. 1818 után az ogiebusi hanyatlásnak indult.
Az Edo- kor vége felé Jamazaburó Tamaja (玉屋山三郎) új ogiebusi darabokat komponált. Egy fogadó tulajdonosa volt Josivarában. Nagyon jártas volt a zenében, darabjaira hatással volt a dzsiuta (地歌) zene. Kizaemon Ídzsima (飯島喜左衛門) volt az, aki reformálta az ogiebusi stílust, majd 1876-ban (más elmélet szerint 1879-ben) átneveztette magát IV. Rojú Ogiere.
Az ogiebusi kokjokunak (古曲), régi zenének van minősítve. (A kjoku szó általában dalt vagy számot jelent a modern Japánban, mert a „zene” kifejezés réginek számít.) Ma a katóbusi (河東節), iccsúbusi (一中節), és a mijazonobusi (宮薗節) tartozik még ebbe a kategóriába. A kokjoku zenészek és hallgatók száma kicsi és inkább öregek játsszák, mint fiatalok. Még az Edo- korban is réginek számított, annak ellenére, hogy a nagauta (valamint gidajúbusi, tokivazubusi, kijomotobusi, sinnaibusi stb.) korábban jelent meg és mégis új zeneként nevezték. A kokjoku nevet 1919-ben Kasó Macsida (町田佳聲) (1888-1981.), zenekutató és zeneszerző, találta ki. Leginkább a Taisó-korban használták ezt a kifejezést. 1962-ben a kokjokukai (古曲会), vagyis a régi zenék csoportja megalakult, ami az örökös oktatásáért és zenei előadásokért volt felelős.
A modern Japánban a „furui ongaku” kifejezést használják a régi zenékre, és a kokjokut idiómaként használják.

### Sakuhacsi zene
A sakuhacsi (尺八) zenét az Edo- korban buddhista szerzetesek a szútrák kísérőjeként játszották. Néha más hangszereket is használtak mellé.

### Szókjoku
A szókjoku (筝曲) a kínai guzheng hangszert használja, ami különbözik a japán kototól (琴). Két fajtáját ismerjük.
- Ikuta rju – Kelet Japánból származik, samiszenen játszották.
- Jamada rju – Nyugat Japánból származik, a dalokra fókuszál.

## Hagyományos zene a modern kultúrában
A hagyományos japán zenészek gyakran együttműködnek modern nyugati zenészekkel. Továbbá, új japán zenei stílusokat is alkotnak japán hangszereléssel, de nyugati hatásokkal.

## Hagyományos hangszerek
- 琵琶 Biva
- 琴 Koto
- 一絃琴 Icsigenkin
- 三線 Szansin
- 大和琴 Jamatogoto
- 胡弓 Kokjú
- 法竹 Hoccsiku
- 能管 Nókan
- 龍笛 Rjuteki
- 尺八 Sakuhacsi
- 篠笛 Sinobue
- 篳篥 Hicsiriki
- 笙 Só
- 竽 Ju(fúvós hangszer)
- 法螺貝 Horagai
- 鞨鼓 Kakko
- 太鼓 Taiko
- 大鼓 Ocuzumi
- 小鼓 Kocuzumi
- 鼓 Cuzumi
- 締太鼓 Sime-Daiko
- 拍子木 Hjosigi
- 鉦鼓 Sóko

## Előadók
- Yoshida Brothers
- Rin'

## Fordítás
- Ez a szócikk részben vagy egészben a Traditional Japanese music című angol Wikipédia-szócikk ezen változatának fordításán alapul.  Az eredeti cikk szerkesztőit annak laptörténete sorolja fel. Ez a jelzés csupán a megfogalmazás eredetét és a szerzői jogokat jelzi, nem szolgál a cikkben szereplő információk forrásmegjelöléseként.

## Külső linkek
- Japan Guide
- Nipponia
- Shamisen with DJ
- Yoshida Brothers "Kodo"
- Yoshida Brothers: Official web site (English)
- Yoshida Kyōdai: Official web site (Japanese)
- "Venerated Patterns of China and Japan" (cd)